# 西蒙·普莱斯
西蒙·R·F·普莱斯（英語：Simon Rowland Francis Price，1954年9月27日—2011年6月14日）是一位英国的罗马史历史学家，专攻古罗马宗教史，主要作品有《古希腊人的宗教生活》（Religions of the Ancient Greeks）、《罗马人的宗教》（Religions of Rome，与玛丽·比尔德等人合著）、《古典欧洲的诞生：从特洛伊到奥古斯丁》（The Birth of Classical Europe: The History of Troy to Augustine，与彼得·索恩曼合著）等。